# Batat
Batat (slatki krumpir, slatka povijuška; lat. Ipomoea batatas) je višegodišnja biljka iz porodice Convolvulaceae.
Korijen i mlado lišće koriste se u prehrani. Može se kuhati, peći i pržiti. Sadrži mnogo škroba, vitamina A, C i B, željeza i kalcija te male količine šećera. Ima jako veliku nutricionističku vrijednost. Dobra je hrana i za dijabetičare. Potječe iz tropskih područja Južne Amerike. Ljudi ga upotrebljavaju već najmanje 5000 godina i danas je široka raširena kultura u tropskim krajevima svijeta. Najveći svjetski proizvođači su Kina (80% svjetske proizvodnje), Indonezija i Uganda. Najviše se jede po stanovniku na Solomonskim otocima (160 kg po osobi godišnje) i u Burundiju (130 kg po osobi godišnje). 
U Hrvatskoj se komercijalno proizvodi od 2006. u Slatini. Najbolje uspijeva na temperaturi od 24°C. Osjetljiv je na niske temperature. Može uspijevati i u tlima siromašnim hranjivim tvarima. Koristi se i u prehrani životinja.